# Distrito de la Comarca de Altemburgo
El Distrito de la Comarca de Altemburgo (en alemán: Landkreis Altenburger Land) es un landkreis (distrito) en el estado federado de Turingia (Alemania). Parte del territorio coincide con la comarca alrededor de la ciudad de Altenburgo, ahora capital del distrito. Los distritos fronterizos son (desde el oeste en sentido de las agujas del reloj) Greiz, Burgenland (Sajonia-Anhalt), así como los distritos del estado federado de Sajonia Leipzig, Sajonia Central y Zwickau.

## Geografía
El distrito de la Comarca de Altemburgo se encuentra ubicado al este del estado federado de Turingia. Está formado en gran parte por comarcas de tierras de cultivo. Desde el sur hasta el norte transcurre el río Pleiße y desemboca en Leipzig en el Weiße Elster. Desde el suroeste y en dirección noroeste fluye el Sprotte por una parte solamente del distrito de la Comarca de Altemburgo. 

## Composición del distrito
(Habitantes a 31 de diciembre de 2017)

### Municipios no mancomunados
1. Altemburgo, ciudad mayor (32 374)
2. Lucka, ciudad (3742)
3. Meuselwitz, ciudad (10 118)

### Municipios mancomunados en otros
1. Goessnitz, ciudad (3403), municipio que hace funciones de mancomunidad para
  1. Heyersdorf (123)
  2. Ponitz (1514)
2. Nobitz (7309), municipio que hace funciones de mancomunidad para
  1. Göpfersdorf (235)
  2. Langenleuba-Niederhain (1756)
3. Schmölln, ciudad (13 761), municipio que hace funciones de mancomunidad para
  1. Dobitschen (471)

### Municipios enVerwaltungsgemeinschaften
| - 1. Oberes Sprottental (2738) (sede de la mancomunidad en Schmölln) 1. Heukewalde (182) 2. Jonaswalde (307) 3. Löbichau (953) 4. Posterstein (432) 5. Thonhausen (546) 6. Vollmershain (318) | - 2. Pleißenaue (5267) 1. Fockendorf (792) 2. Gerstenberg (514) 3. Haselbach (821) 4. Treben (1201), sede de la mancomunidad 5. Windischleuba (1939) | - 3. Rositz (7839) 1. Göhren (417) 2. Göllnitz (324) 3. Kriebitzsch (992) 4. Lödla (698) 5. Mehna (294) 6. Monstab (404) 7. Rositz (2820), sede de la mancomunidad 8. Starkenberg (1890) |

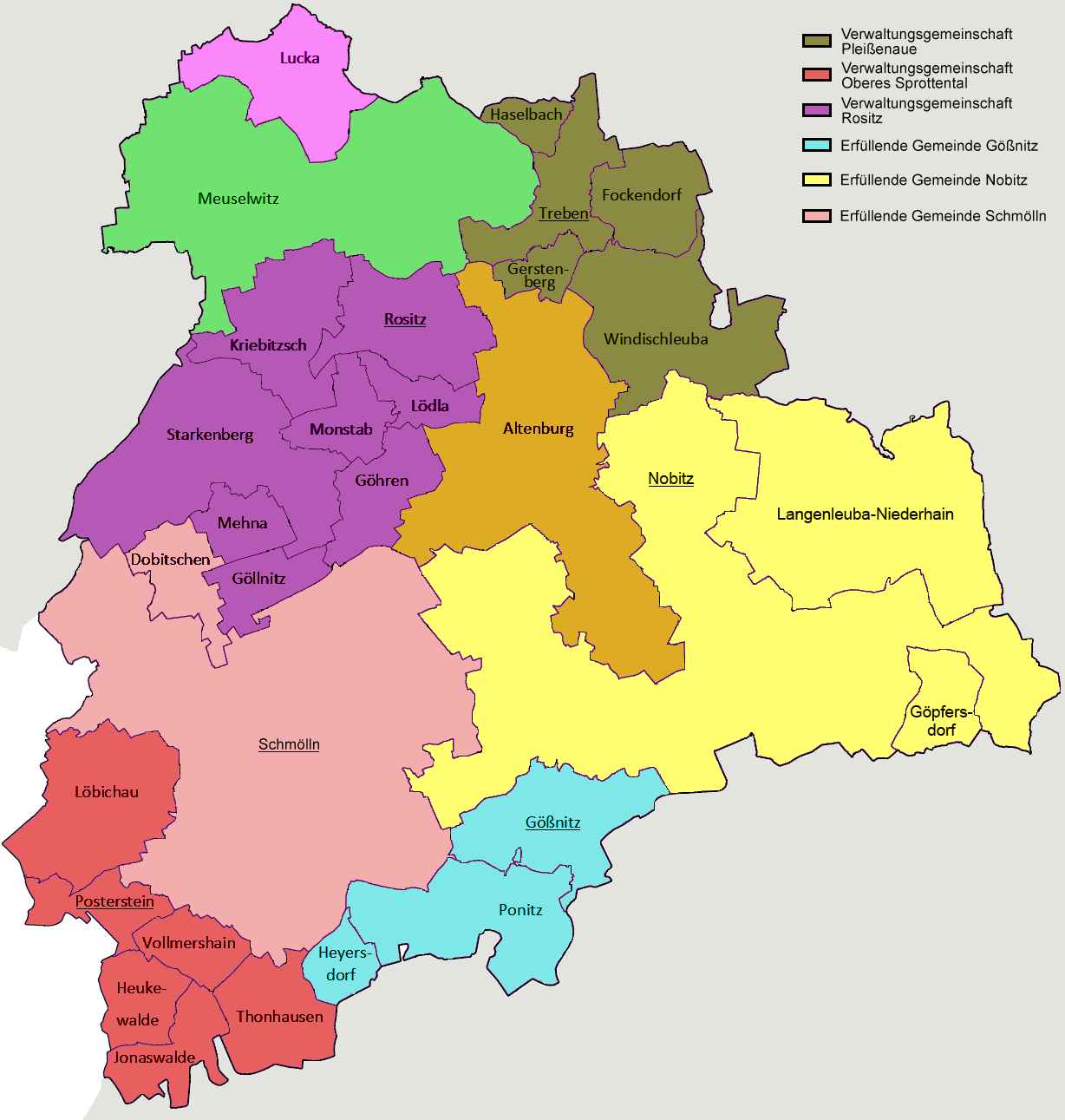
Municipios de Altenburger Land, clasificados por mancomunidades.

## Demografía
Evolución demográfica desde 1994:
| - 1994: 121 559 - 1995: 120 655 - 1996: 119 359 - 1997: 118 487 - 1998: 117 143 - 1999: 115 689 | - 2000: 114 200 - 2001: 112 421 - 2002: 110 887 - 2003: 109 304 - 2004: 107 893 - 2005: 106 365 | - 2006: 104 721 - 2007: 103 313 - 2008: 101 705 - 2009: 100 215 - 2010: 98 810 - 2011: 97 443 | - 2012: 94 749 - 2013: 93 605 - 2014: 92 705 - 2015: 92 344 - 2016: 91 607 - 2017: 90 650 |